# 부산진고등학교
부산진고등학교(釜山鎭高等學校)는 대한민국 부산광역시 부산진구 초읍동에 있는 공립 고등학교이다.

## 학교 연혁
- 1967년 10월 5일 : 부산개성종합고등학교 설립인가 (상업과 2학급, 보통과 2학급)
- 1968년 3월 12일 : 신입생(240명) 입학식 거행
- 1968년 4월 1일 : 초대 최두순 교장 취임
- 1971년 1월 13일 : 제1회 졸업식 거행
- 1972년 11월 17일 : 교사 신축 기공식 거행(현 위치)
- 1972년 12월 30일 : 학교 증설 인가(완성 학급 30학급 인가)
- 1973년 10월 27일 : 교명 변경 인가(74. 3. 1자로 부산개성종합고등학교를 일반계인 부산진고등학교로 변경)
- 1973년 11월 1일 : 신축 교사로 이전
- 1974년 3월 1일 : 부산진고등학교로 교명 변경
- 2004년 3월 27일 : 별관(체육관) 개관
- 2005년 3월 1일 : 방송실, 정독실, 도서실(웅비재) 개소 및 자연친화적 운동장, 모둠학습실 설치 (2005~2007)
- 2010년 2월 24일 : 자율형 공립고등학교 지정(2011년~2015년)
- 2015년 10월 12일 : 자율형공립고등학교 지정 기간 연장(~2021.02.29.)
- 2022년 3월 2일 : 고교학점제 선도학교 운영
- 2022년 3월 2일 : 에듀테크 활용 교육혁신 시범학교(에듀테크 선도고교) 운영
- 2024년 2월 8일 : 제54회 졸업식(졸업생 131명, 총 졸업생 누계 22,749명)
- 2024년 3월 1일 : 부산광역시교육청 자율학교 지정(교장 공모 임용, 교사 50% 초빙)
- 2024년 3월 1일 : 제21대 정선락 교장 취임(중임)
- 2024년 3월 4일 : 제57회 입학식(148명)

## 참고 자료
- 부산진고등학교 - 한국교육학술정보원 학교알리미